# Dohrniphora zambiae
Dohrniphora zambiae är en tvåvingeart som beskrevs av Ronald Henry Lambert Disney 2003. Dohrniphora zambiae ingår i släktet Dohrniphora och familjen puckelflugor.
Artens utbredningsområde är Zambia. Inga underarter finns listade i Catalogue of Life.